# Evangelische Kirche (Hünfelden-Nauheim)

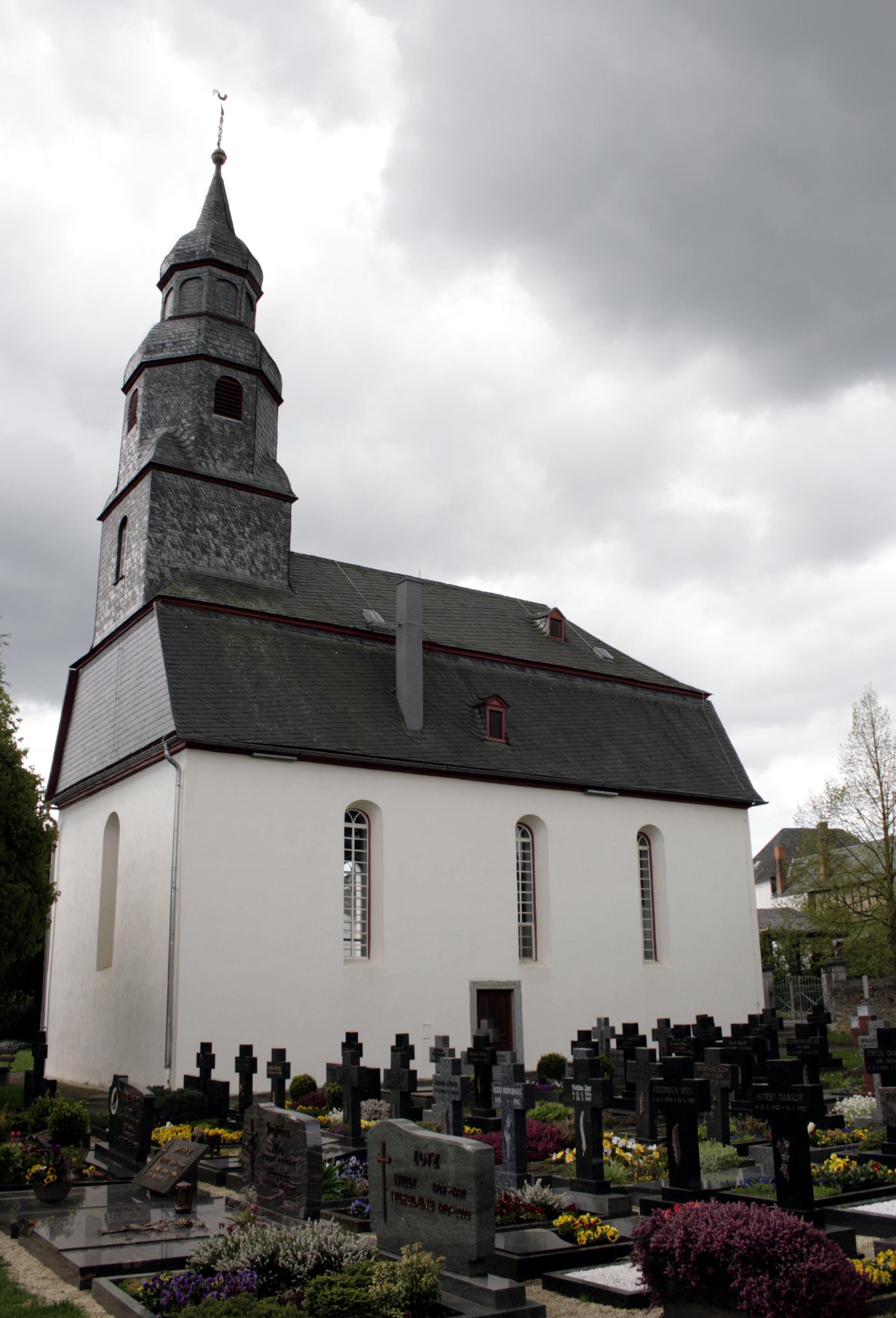
Evangelische Kirche (Nauheim)

Die evangelische Kirche Nauheim ist ein denkmalgeschütztes Kirchengebäude, das auf dem Kirchfriedhof im Ortsteil Nauheim der Gemeinde Hünfelden im Landkreis Limburg-Weilburg (Hessen) steht. Die Kirchengemeinde gehört zum Dekanat an der Lahn in der Propstei Nord-Nassau der Evangelischen Kirche in Hessen und Nassau.

## Beschreibung
Die barocke Saalkirche wurde 1706/1708 errichtet, nachdem die alte Kapelle abgebrochen worden war. Das Kirchenschiff ist mit einem Mansarddach bedeckt, aus dem sich im Osten ein quadratischer Dachreiter erhebt, der sich achteckig fortsetzt und eine glockenförmige Haube trägt, die von einer Laterne bekrönt wird. 
Der Innenraum ist mit einem hölzernen Tonnengewölbe überspannt. Von der Ausmalung von 1739/1740 ist nichts mehr zu sehen. Die Kirchenausstattung stammt zum großen Teil aus der Bauzeit. Über dem Altar im Osten wurde 1728 eine Empore eingebaut. Auf ihr steht die Orgel. Die erste Orgel mit neun Registern, einem Manual und Pedal baute Johann Christian Köhler 1755/1756. Sie wurde 1893 durch eine Orgel von Gustav Raßmann ersetzt.